# Musikinstrumente
Musikinstrumente war 1973 eine Wohlfahrtsmarkenserie der Deutschen Bundespost. Sie löste die Vorgängerwohlfahrtsserie Altes Spielzeug ab. Ähnliche Briefmarken mit der Inschrift „Deutsche Bundespost Berlin“ wurden von der Landespostdirektion Berlin ausgegeben. Die Serie wurde ein Jahr später bereits von der Wohlfahrtsserie Blumen abgelöst.
Alle acht Wohlfahrtsmarken sowie die in der Gestaltung ähnlichen zwei Weihnachtsmarken wurden von Isolde Monson-Baumgart entworfen.

## Liste der Ausgaben und Motive
Legende
- Bild: Eine bearbeitete Abbildung der genannten Marke. Das Verhältnis der Größe der Briefmarken zueinander ist in diesem Artikel annähernd maßstabsgerecht dargestellt. Sollten keine Marken abgebildet sein, liegt es daran, dass das Urheberrecht des Künstlers noch nicht erloschen ist.
- Beschreibung: Eine Kurzbeschreibung des Motivs und/oder des Ausgabegrundes. Bei ausgegebenen Serien oder Blocks werden die zusammengehörigen Beschreibungen mit einer Markierung versehen eingerückt.
- Wert: Der Frankaturwert der einzelnen Marke in Pfennig. Ein „+“ bedeutet, dass es sich um eine Zuschlagsmarke handelt (= Frankaturwert + Spende).
- Ausgabedatum: Das Datum des erstmaligen Verkaufs dieser Briefmarke.
- Auflage: Soweit bekannt, wird hier die zum Verkauf angebotene Anzahl dieser Ausgabe angegeben.
- Entwurf: Soweit bekannt, wird hier angegeben, von wem der Entwurf dieser Marke stammt.
- Mi.-Nr.: Diese Briefmarke wird im Michel-Katalog unter der entsprechenden Nummer gelistet.

| Briefmarken-Jahrgang 1973 der Deutschen Bundespost |                                                                            |                  |                  |            |                        |       |
| Bild                                               | Beschreibung                                                               | Werte in Pfennig | Ausgabe- datum   | Auflage    | Entwurf                | MiNr. |
|                                                    | Wohlfahrtsmarken 1973: Musikinstrumente - Waldhorn aus dem 19. Jahrhundert | 25+10            | 5. Oktober 1973  | 9.792.000  | Isolde Monson-Baumgart | 782   |
|                                                    | - Pedalflügel aus dem 18. Jahrhundert                                      | 30+15            | 5. Oktober 1973  | 11.127.000 | Isolde Monson-Baumgart | 783   |
|                                                    | - Geige aus dem 18. Jahrhundert                                            | 40+20            | 5. Oktober 1973  | 14.384.000 | Isolde Monson-Baumgart | 784   |
|                                                    | - Pedalharfe aus dem 18. Jahrhundert                                       | 70+35            | 5. Oktober 1973  | 6.705.000  | Isolde Monson-Baumgart | 785   |
|                                                    | Weihnachtsmarke 1973 Weihnachtsstern                                       | 30+15            | 9. November 1973 | 8.797.000  | Isolde Monson-Baumgart | 790   |

| Briefmarken-Jahrgang 1973 der Deutschen Bundespost Berlin |                                                                       |                  |                  |           |                        |         |
| Bild                                                      | Beschreibung                                                          | Werte in Pfennig | Ausgabe- datum   | Auflage   | Entwurf                | Mi.-Nr. |
|                                                           | Wohlfahrtsmarken 1973: Musikinstrumente - Drehleier (17. Jahrhundert) | 20+10            | 5. Oktober 1973  | 6.708.000 | Isolde Monson-Baumgart | 459     |
|                                                           | - Trommel (16. Jahrhundert)                                           | 30+15            | 5. Oktober 1973  | 5.721.000 | Isolde Monson-Baumgart | 460     |
|                                                           | - Laute (18. Jahrhundert)                                             | 40+20            | 5. Oktober 1973  | 6.375.000 | Isolde Monson-Baumgart | 461     |
|                                                           | - Orgel (16. Jahrhundert)                                             | 70+35            | 5. Oktober 1973  | 4.037.000 | Isolde Monson-Baumgart | 462     |
|                                                           | Weihnachtsmarke 1973 Weihnachtsstern                                  | 20+10            | 9. November 1973 | 5.175.000 | Isolde Monson-Baumgart | 463     |